# Сангаре, Бадра Али
Бадра Али Сангаре (фр. Badra Ali Sangaré; род. 30 мая 1986[…], Бинжервиль, Абиджан) — ивуарийский футболист, вратарь клуба «Сехухуне Юнайтед» и сборной Кот-д’Ивуара. Участник пяти Кубков африканских наций.

## Клубная карьера
Начал футбольную карьеру в 2004 году на родине в Кот-д’Ивуаре, где играл за «Бенжервиль». В дальнейшем играл в Таинанде за «Чонбури» и БЭК Теро Сасана. В 2009 году присоединился к «Олимпику» из Шарлеруа, но не провёл ни одного матча во втором дивизионе Бельгии. Продолжил карьеру на родине, защищая цвета «Севе», «Ивуарийская академия», АСЕК Мимозас и «Танда». Участник Лиги чемпионов КАФ 2017 года.
Летом 2017 года присоединился к «Фри Стэйт Старс» из чемпионата ЮАР. После этого играл за «Утонгати» и «ЖДР Старс» во втором дивизионе ЮАР. С 2022 года — игрок «Сехухуне Юнайтед».

## Карьера в сборной
Защищал цвета молодёжной сборной Кот-д’Ивуара на турнире в Тулоне в 2008 году, где команда завоевала бронзовые награды. Стал победителем турнира ЭКОВАС 2008 года в Мали.
В составе национальной сборной Кот-д’Ивуара дебютировал 13 июня 2009 года в товарищеском матче против Камеруна (2:1). Участник пяти Кубков африканских наций (2013, 2017, 2019, 2021, 2023). На турнире 2021 года в матче против Сьерра-Леоне Бадра Али Сангаре допустил ошибку и пропустил гол в конце игры из-за чего ивуарийцы завершили встречу с ничейным счётом 2:2. Во время прыжка за мячом вратарь получил травму и не смог продолжить игру. Впоследствии вечером того же дня Сангаре узнал о смерти своего отца. Первую победу на Кубке африканских наций Сангаре одержал на своём последнем турнире 2023 года.
Бадра Али Сангаре также играл на двух чемпионатах африканских наций в 2011 и 2016 годах (третье место)

## Достижения
- Победитель Кубка африканских наций: 2023